# Sachenrecht (Österreich)
Das österreichische Sachenrecht regelt die Rechtsbeziehung zwischen Sachen und Menschen. Es ist das Recht der Güterzuordnung. Das umfassendste aller dinglichen Rechte ist das Eigentum. Der Besitz ist nach herrschender Lehre (trotz gegenteiligen Wortlauts in § 308 ABGB) kein dingliches Recht, sondern bloß eine gewollte faktische Sachherrschaft. Die wichtigsten dinglichen Sachenrechte sind:
- Eigentum
- Pfandrecht
- Dienstbarkeit (Servitut)
- Reallastberechtigung
- Wohnungseigentum
- Baurecht
- Bergwerksberechtigung

## Rechtsgeschichte
Das Sachenrecht ist eine relativ änderungskonstante Rechtsmaterie, sodass die meisten Bestimmungen aus dem Allgemeines bürgerliches Gesetzbuch von 1811 unverändert in Geltung stehen. Abgesehen von geringfügigen Ergänzungen beziehungsweise Novellierungen wie etwa der Einfügung des § 285a ABGB aus dem Jahr 1988, in dem Tiere – programmatisch – nicht mehr als Sachen bezeichnet werden, und Änderungen des Nachbarrechts im Zuge der dritten Teilnovelle 1916 wurde im Jahr 2002 das Fundrecht gänzlich novelliert. 2003 wurde auch das Nachbarrecht geändert: § 364 ABGB schützt nun auch vor dem Entzug von Licht und gem. § 422 ABGB hat der Nachbar beim Entfernen von überhängenden Ästen nun „fachgerecht vorzugehen und die Pflanze möglichst zu schonen“.
Auf der Ebene der Nebengesetze wurde 2002 das WEG 1975 (Wohnungseigentumsgesetz) durch das – formell – gänzlich neue WEG 2002 ersetzt.

## Rechtsquellen
- Allgemeines Bürgerliches Gesetzbuch (ABGB): Die zentralen Normen des Sachenrechts befinden sich im Zweiten Teil des ABGB, wobei anzumerken ist, dass das ABGB als eine auf dem Institutionensystem aufgebaute Kodifikation unter dem Begriff dingliches Sachenrecht das Sachenrecht im Sinne des Pandektensystems und unter persönliches Sachenrecht das Schuldrecht i. d. S. bezeichnet (siehe § 307 ABGB).
- Nebengesetze
  - GBG (Allgemeines Grundbuchsgesetz 1955): Regelungen über das Grundbuch
  - WEG (Wohnungseigentumsgesetz 2002): Begründung und Erwerb von Wohnungseigentum, Eigentümerpartnerschaft, Verwaltung der Liegenschaft, Schutz des Wohnungseigentumsbewerbers
  - BauRG (Baurechtsgesetz 1912): Regelungen über das Baurecht

## Charakter und Grundprinzipien
Publizitätsgrundsatz
Dingliche Sachenrechte müssen, um von jedermann beachtet werden zu können, offenkundig sein. Dies wird insbesondere bei Sicherungsrechten wie dem Pfandrecht deutlich: An beweglichen Sachen existiert es nur, soweit der Pfandgläubiger die Pfandsache tatsächlich innehat (Faustpfandprinzip); an unbeweglichen Sachen nur, soweit das Pfandrecht im Grundbuch eingetragen ist.
Typenzwang
Das ABGB und die Nebengesetze stellen eine geschlossene Anzahl (numerus clausus) an dinglichen Sachenrechten zur Verfügung, von denen der Rechtsunterworfene entweder Gebrauch machen kann oder nicht, diese jedoch nicht abändern und neue erfinden kann (die inhaltliche Ausgestaltung kann aber etwa bei Servituten freilich vielfältig sein), wie es beispielsweise im Schuldrecht (atypische Verträge) möglich ist.
ius cogens
Darüber hinaus sind sachenrechtliche Normen oft zwingende Normen und nicht, wie schuldrechtliche Bestimmungen, oft Normen im Zweifel (ius dispositivum).
Prinzip der kausalen Tradition
Zum Erwerb eines dinglichen Sachenrechts ist eine Art der Übergabe (traditio) nötig (z. B. körperliche Übergabe, Übergabe durch Zeichen, Übergabe durch Erklärung bei beweglichen Sachen beziehungsweise Einverleibung im Grundbuch bei unbeweglichen Sachen). Die Übergabe ist kausal, erfolgt also aufgrund eines Titels (beispielsweise für Übereignung: Kauf, Schenkung, Tausch, Darlehen); abstrakte Verfügungen sind ungültig.
Spezialität
Sachenrechte beziehen sich immer nur auf einzelne Sachen. Ein Unternehmen kann zwar durch einen einzigen Kaufvertrag verkauft werden, zur Eigentumsübertragung bedarf es jedoch einzelner Akte; so sind beweglichen Sachen (ggf. durch Zeichen) zu übergeben und alle Grundstücke einzeln grundbücherlich einzuverleiben.
Nemo plus iuris transferre potest quam ipse habet
Niemand kann mehr (an) Recht übertragen, als er selbst hat. Derivativer (= vom Vormann abgeleiteter) Erwerb ist nur insoweit möglich, als der Vormann auch bereits entsprechend berechtigt war. So kann der bloße Inhaber einer Sache oder auch der Pfandgläubiger diese – derivativ – nicht übereignen. Ausnahmsweise kann jedoch – unter gewissen Voraussetzungen – ein originärer Erwerb stattfinden (beispielsweise gutgläubiger Erwerb nach § 367 ABGB).
Superficies solo cedit
Überbauten weichen (in rechtlicher Hinsicht) dem Boden (= Grundstück). Werden demnach bisher bewegliche Sachen (beispielsweise Ziegel) mit einem Grundstück untrennbar verbunden, so werden diese zu einer unbeweglichen Sache; wird beispielsweise eine Einbauküche untrennbar mit dem Haus verbunden, so wird diese zu einer unbeweglichen Sache. Selbst der Wachhund kann als Liegenschaftszugehör als unbeweglich gelten. Ausnahmen von diesem Grundsatz sind: Superädifikate, Baurecht, Stockwerkseigentum.
Absolutheit
Dingliche Sachenrechte sind absolute Rechte. Als solche sind sie – im Gegensatz zu den relativen Rechten des Schuldrechts – gegen jedermann zivilrechtlich (Eigentumsklage, Schadenersatz, Unterlassungsansprüche) und strafrechtlich (v. a. durch [Vermögens-]Delikte wie Sachbeschädigung, Diebstahl, Raub, Veruntreuung, Betrug etc.) geschützt.

## Einteilungen der Sachen
§ 285 ABGB: „Alles, was von der Person unterschieden ist, und zum Gebrauche der Menschen dient, wird im rechtlichen Sinne eine Sache genannt.“
Nach dieser sehr weitreichenden Definition des ABGB sind alle Sachen, die zum Gebrauch dienen, erfasst, womit neben körperlichen Sachen auch unkörperliche Sachen umfasst sind (siehe unten). Die Grenze zieht § 285 bei allem, was vom Menschen unterschieden ist und somit leicht von ihm getrennt werden kann (Sachen sind somit beispielsweise Brillen, Kontaktlinsen, Gebissprothesen; keine Sachen sind beispielsweise Zahnplomben), sowie beim zum Gebrauch Dienen und damit der Beherrschbarkeit (keine Sache ist die Luft, das Meer, ein Fluss; eine Sache ist jedoch Beherrschbares wie beispielsweise Luft in einer Druckluftflasche).
§ 285a ABGB: „Tiere sind keine Sachen; sie werden durch besondere Gesetze geschützt. Die für Sachen geltenden Vorschriften sind auf Tiere nur insoweit anzuwenden, als keine abweichenden Regelungen bestehen.“

### Einfache und zusammengesetzte Sachen
- einfache Sachen (beispielsweise ein Stück Holz)
- zusammengesetzte Sachen (Hauptsache + Zubehör)
  - unselbstständige Bestandteile: sind sonderrechtsunfähig (beispielsweise Lack eines Autos)
  - selbstständige Bestandteile: sind sonderrechtsfähig (beispielsweise Reifen eines Autos)
  - Zubehör (beispielsweise Warndreieck oder spezifisches Werkzeug eines Autos)

### Beweglichkeit
Die Unterscheidung von beweglichen und unbeweglichen Sachen ist die wichtigste Differenzierung im Sachenrecht. Bewegliche Sachen können „ohne Verletzung ihrer Substanz von einer Stelle zur anderen versetzt werden“ (§ 293 ABGB). Demnach sind vormals bewegliche, beispielsweise in ein Haus eingemauerte Sachen unbeweglich; eine Trennung würde die Substanz verletzen und einen unwirtschaftlichen Aufwand darstellen.
Ausnahmen:
- Superädifikate sind bewegliche Sachen: Ein Superädifikat ist ein (relativ) grundfester Bau, der in fehlender Belassungsabsicht errichtet wird. Diese Absicht wird beispielsweise durch einen Mietvertrag über den Aufstellungsort deutlich. So kann ein fest verschraubter Verkaufsstand (beispielsweise auf einem Markt, im Prater), ein eingemauerter Verkaufsstand oder sogar ein normales Haus als Superädifikat gelten.
- Liegenschaftszugehör gilt als unbeweglich: Der beispielsweise Traktor, der im Betrieb eine Bauernhofes verwendet wird, ist eine unbewegliche Sache. Gemäß der Sonderregel des § 297a ABGB gelten bestimmte Sachen, Maschinen, grundsätzlich als Zugehör einer Liegenschaft, es sei denn, das dingliche Recht eines anderen an ihnen ist grundbücherlich angemerkt.

### Körperlichkeit
Körperliche Sachen fallen in die Sinne (§ 292 ABGB), unkörperliche Sachen nicht. Zu den körperlichen Sachen zählen also Sachen, die wahrnehmbar sind (man benötigt nur allenfalls technische Hilfsmittel [z. B. Messwerkzeug], um sie wahrnehmbar zu machen; unterschiedliche Meinungen gibt es zur Frage, ob elektrischer Strom als körperliche oder unkörperliche Sache anzusehen ist); zu den unkörperlichen Sachen zählen jedenfalls Rechte bzw. Forderungen, aber auch Software als solche – Software auf einem Datenträger ist aber eine körperliche Sache – und Arbeitsleistungen. Wenngleich körperliche Sachen ebenso wie unkörperliche als Sachen qualifiziert werden, ist anzumerken, dass die meisten sachenrechtlichen Bestimmungen des ABGB überwiegend für körperliche Sachen gedacht sind, was mitunter einfach durch Auslegung ermittelt werden kann. So sind etwa Forderungen nicht nach den für bewegliche körperliche Sachen geltenden Bestimmungen der §§ 426 ff ABGB zu übertragen, sondern nach den Zessionsregeln der §§ 1392 ff ABGB.

### Vertretbarkeit
Vertretbare Sachen sind nach der Verkehrsauffassung in vielfacher Anzahl erhältlich (beispielsweise die Waren in einem Supermarkt – nach Maß, Zahl oder Gewicht bestimmt), unvertretbare Sachen sind Einzelstücke (beispielsweise Waren in einem Antiquitätengeschäft – individuelle Merkmale). Die Unterscheidung ist im heutigen Wirtschaftsleben von untergeordneter Bedeutung.
Sachen können noch weiter eingeteilt werden, etwa in verbrauchbare/unverbrauchbare, schätzbare/unschätzbare, teilbare/unteilbare usw.